# Ario Bayu
Ario Bayu Wicaksono (ur. 6 lutego 1985 w Dżakarcie) – indonezyjski aktor.

## Życiorys
Swoją karierę rozpoczął w 2004 roku.
Był nominowany do nagród Citra (Festival Film Indonesia) w kategorii najlepszy aktor pierwszoplanowy za grę aktorską w filmach: Perempuan Tanah Jahanam (2019), Sultan Agung: Tahta, Perjuangan, Cinta (2018), Soekarno: Indonesia Merdeka (2013). Zagrał także w filmach: Laskar Pelangi (2008), Darah Garuda (2010), Catatan (Harian) Si Boy (2011), Gundala (2019).

## Filmografia
| Rok  | Tytuł                                  |
| ---- | -------------------------------------- |
| 2004 | Bangsal 13                             |
| 2005 | Belahan Jiwa                           |
| 2006 | Pesan Dari Surga                       |
| 2007 | Dead Time: Kala                        |
| 2008 | In the Name of Love                    |
| 2008 | The Tarix Jabrix                       |
| 2008 | Laskar Pelangi                         |
| 2008 | Drupadi                                |
| 2009 | The Forbidden Door                     |
| 2009 | Macabre                                |
| 2010 | Darah Garuda – Merah putih II          |
| 2010 | Rumah Dara                             |
| 2011 | Catatan (Harian) si Boy                |
| 2011 | Hati Merdeka                           |
| 2012 | Dilema                                 |
| 2013 | Dead Mine                              |
| 2013 | Java Heat                              |
| 2013 | La Tahzan                              |
| 2013 | Soekarno: Indonesia Merdeka            |
| 2015 | Melancholy is a Movement               |
| 2015 | A Copy of My Mind                      |
| 2016 | Ada Apa Dengan Cinta? 2                |
| 2016 | Headshot                               |
| 2017 | Banda the Dark Forgotten Trail         |
| 2017 | 5 Cowok Jagoan                         |
| 2018 | Bunda, Cinta 2 Kodi                    |
| 2018 | 22 Menit                               |
| 2018 | Buffalo Boys                           |
| 2018 | Sultan Agung: Tahta, Perjuangan, Cinta |
| 2018 | One Two Jaga                           |
| 2018 | The Returning                          |
| 2019 | Frangipani Rising                      |
| 2019 | 27 Steps of May                        |
| 2019 | Gundala                                |
| 2019 | Ratu Ilmu Hitam                        |
| 2019 | Perempuan Tanah Jahanam                |